# 岡庭益男
岡庭 益男（おかにわ ますお、1918年10月8日 - 1998年9月24日）は、日本の経営者。住友倉庫社長、会長を務めた。兵庫県出身。長女は写真家の岡庭加奈（聖心女子大学英文科卒業）。

## 経歴
1941年に京都帝国大学法学部を卒業し、1942年に住友倉庫に入社。1966年11月に取締役に就任し、1971年5月に常務、1974年11月に専務、1976年6月に副社長を経て、1981年6月には社長に就任。1987年6月に会長に就任。
1982年11月に藍綬褒章を受章し、1988年11月に勲二等旭日重光章を受章。
1998年9月24日心不全のために死去。79歳没。